# Lepidopilidium nitens
Lepidopilidium nitens är en bladmossart som beskrevs av Brotherus 1907. Lepidopilidium nitens ingår i släktet Lepidopilidium och familjen Hookeriaceae. Inga underarter finns listade i Catalogue of Life.